# Cosmosoma aleus
Cosmosoma aleus är en fjärilsart som beskrevs av William Schaus 1889. Cosmosoma aleus ingår i släktet Cosmosoma och familjen björnspinnare. Inga underarter finns listade i Catalogue of Life.